# Hyloscirtus platydactylus
Hyloscirtus platydactylus és una espècie de granota que viu a Colòmbia i Veneçuela.
Està amenaçada d'extinció per la pèrdua del seu hàbitat natural.